# Yevguenia Shajovskaya

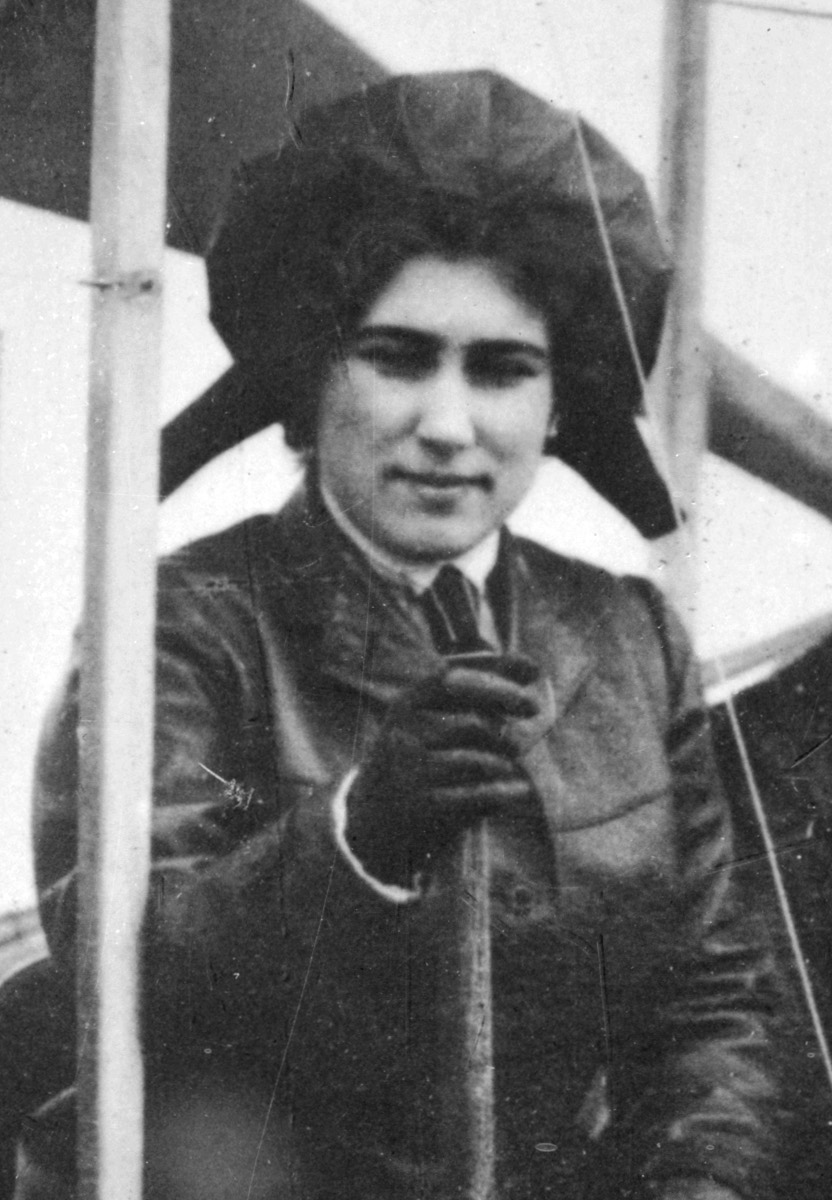
Yevguenia Shajovskaya

Yevguenia Mijáilovna Shajovskaya (en ruso: Евгения Михайловна Шаховская; San Petersburgo, Rusia, 1889 – Kiev, 1920) fue una pionera de la aviación rusa. Fue la primera mujer en convertirse en la pilota pilota . Shajovskaya formó parte del equipo de otro pionero de la aviación rusa, Vsevolod Abramovich. Entre otros, realizó vuelos de misiones de reconocimiento para el Zar en 1914.